# Viktor Vershinin
Viktor Grigoryevich Vershinin (em russo:  Виктор Григорьевич Вершинин; nascido em 1928) é um ex-ciclista soviético. Fez parte da equipe soviética que terminou em sexto lugar na prova de estrada nos Jogos Olímpicos de Verão de 1956, embora ele não marcou. Ele terminou em trigésimo quinto na corrida de estrada individual. Em 1956, ele venceu a Corrida da Paz na competição por equipes.

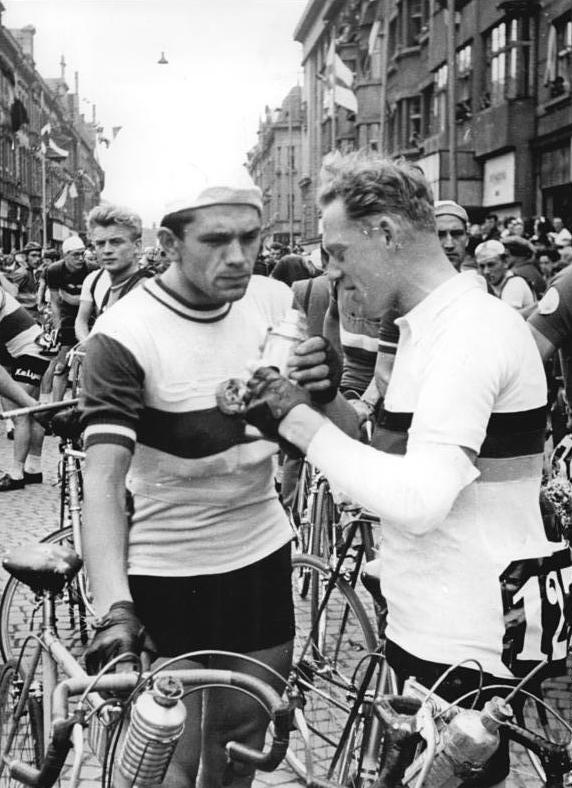
Vershinin fotografado durante uma corrida em 1955